# کلاوس هاگروپ
کلاوس هاگروپ (به نروژی: Klaus Hagerup) (زاده ۵ مارس ۱۹۴۶ میلادی – ۲۰ دسامبر ۲۰۱۸) نویسنده، مترجم، فیلم‌نامه‌نویس، هنرپیشه و کارگردان نروژی بود.